# Toronto Marlboros
Toronto Marlboros (celým názvem: Toronto Marlborough Athletic Club) byl kanadský juniorský klub ledního hokeje, který sídlil v Torontu v provincii Ontario. V letech 1904–1989 působil v juniorské soutěži Ontario Hockey League (dříve Ontario Hockey Association). Většinu své historie se jednalo o farmářský klub Toronta Maple Leafs. Své domácí zápasy odehrával v hale Maple Leaf Gardens s kapacitou 16 182 diváků. Klubové barvy byly modrá a bílá.
V roce 1904 se Marlboros zúčastnily exhibičního zápasu o Stanley Cup, ve kterém podlehly Ottawě Silver Seven.

## Úspěchy
- Vítěz Memorial Cupu ( 7× )
  - 1929, 1955, 1956, 1964, 1967, 1973, 1975
- Vítěz OHA / OHL ( 10× )
  - 1927/28, 1928/29, 1931/32, 1954/55, 1955/56, 1957/58, 1963/64, 1966/67, 1972/73, 1974/75

## Přehled ligové účasti
Zdroj: 
- 1932–1933: Ontario Hockey Association Senior A
- 1940–1942: Ontario Hockey Association Senior A
- 1942–1963: Ontario Hockey Association
- 1943–1944: Ontario Hockey Association (Skupina 1)
- 1944–1961: Ontario Hockey Association
- 1961–1963: Ontario Hockey Association (Divize Metro Junior A)
- 1963–1975: Ontario Hockey Association
- 1975–1980: Ontario Hockey Association (Emmsova divize)
- 1980–1981: Ontario Hockey League (Emmsova divize)
- 1981–1989: Ontario Hockey League (Leydenova divize)